# Sharam

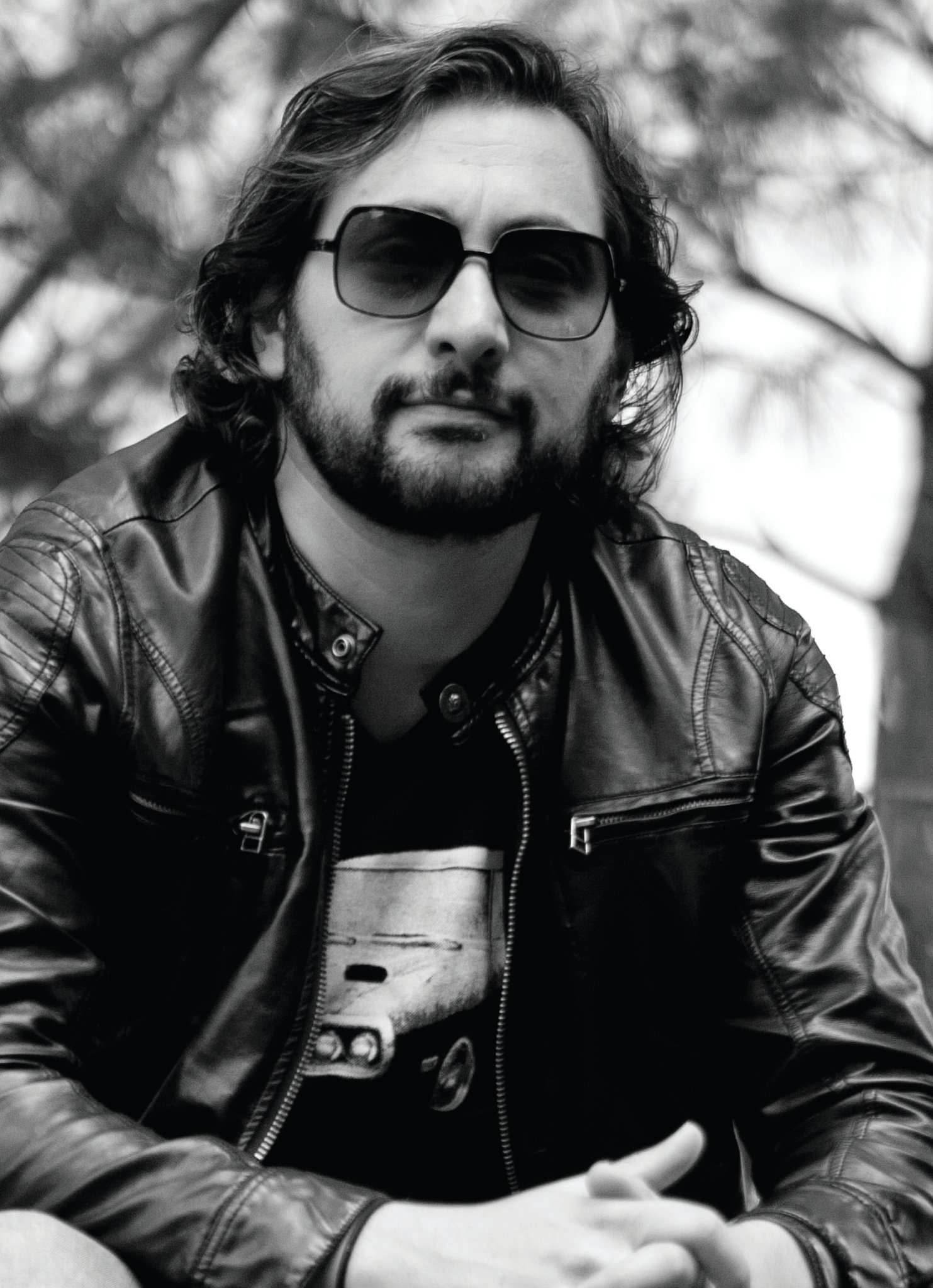
Sharam

Sharam (echte naam Sharam Tayebi) is de helft van het bekende DJ duo Deep Dish dat onder andere een Grammy Award heeft gewonnen. Deep Dish werkte vanaf begin jaren negentig samen tot 2006. Daarna viel het duo geruisloos uiteen en werd Sharam solo actief.
Als soloproducer wist hij het succes van Deep Dish te evenaren. In 2005 bracht hij het nummer PATT (Party All the Time) uit, een remix van het nummer Party All the Time (1985) van Eddie Murphy. Het nummer bleef langere tijd populair in clubs, en bereikte na anderhalf jaar ook de hitlijsten. In 2024 werd er weer een remix van gemaakt door Adam Beyer, Layton Giordani en Green Velvet.
Hij maakte ook hits door samenwerkingen. The One (2008) met Daniel Bedingfield en She Came Along (2009) met Kid Cudi. Veel van deze hit staan op zijn debuutalbum Get Wild (2009). Op dit album staan ook een samenwerkingen met Tommy Lee en P Diddy.  
In 2014 kwam Deep Dish weerd eenmalig bijeen voor een samenwerking op de single Quincy. 
In 2016 verschijnt het minder succesvolle Retroactive. Hierop is Daniel Bedingfield opnieuw aanwezig en werkt hij ook samen met Giorgio Moroder.

## Discografie

### Albums
- Get Wild (2009)
- Retroactive (2016)

### Singles
| Single met eventuele hitnotering(en) in de Nederlandse Top 40 | Datum van verschijnen | Datum van binnenkomst | Hoogste positie | Aantal weken | Opmerkingen             |
| ------------------------------------------------------------- | --------------------- | --------------------- | --------------- | ------------ | ----------------------- |
| P.A.T.T. (Party all the time)                                 | 25-04-2005            | 30-12-2006            | 16              | 10           | Dancesmash op Radio 538 |
| The one                                                       | 2008                  | 26-07-2008            | 19              | 5            | met Daniel Bedingfield  |

| Single met hitnotering(en) in de Vlaamse Ultratop 50 | Datum van verschijnen | Datum van binnenkomst | Hoogste positie | Aantal weken | Opmerkingen  |
| ---------------------------------------------------- | --------------------- | --------------------- | --------------- | ------------ | ------------ |
| P.A.T.T. (Party all the time)                        | 2005                  | 27-01-2007            | 30              | 10           |              |
| She Came Along                                       | 2009                  | 05-09-2009            | tip5*           |              | met Kid Cudi |